# Koptisk-ortodoxa kyrkan

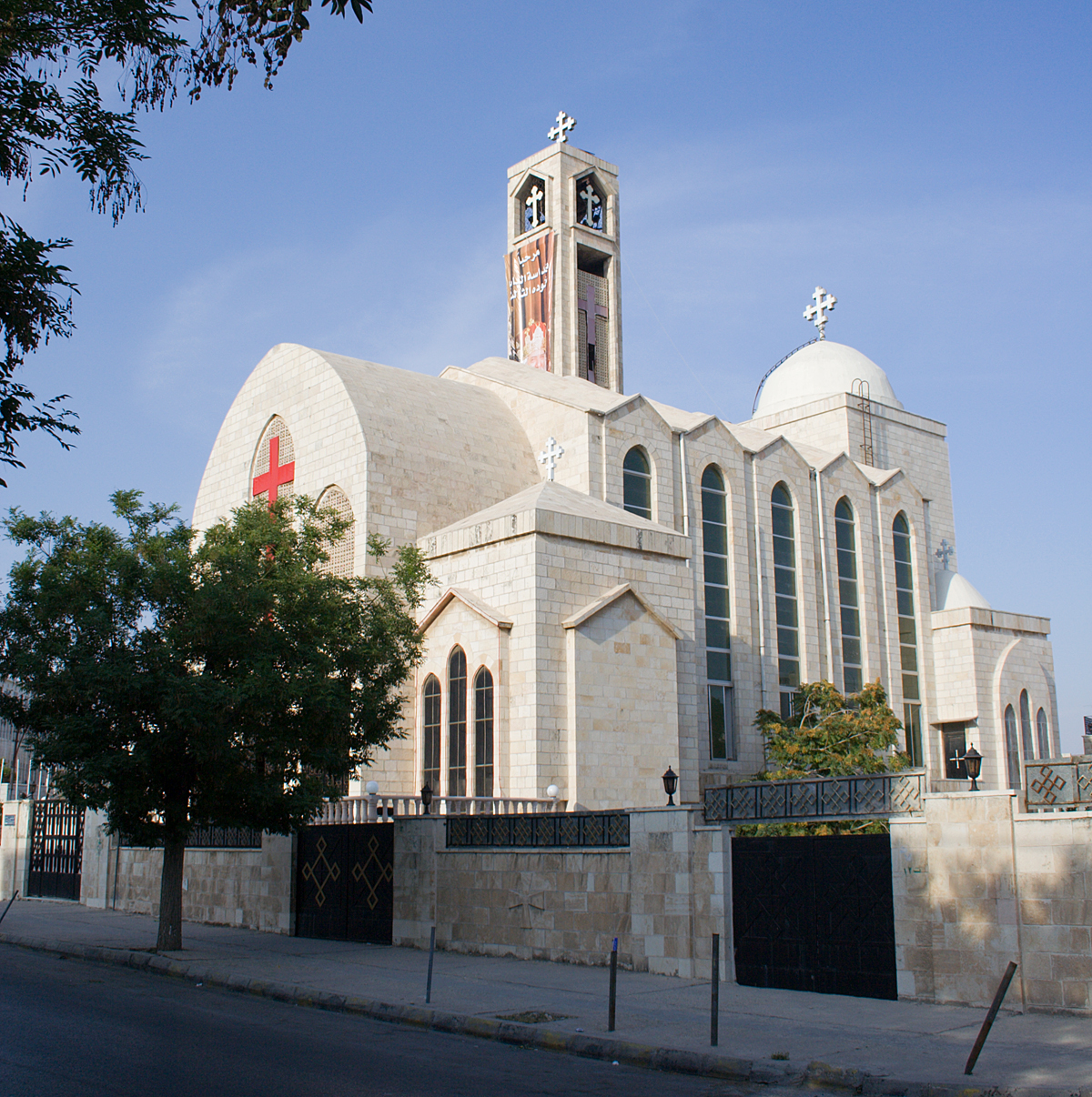
Koptisk kyrka i Amman, Jordanien.

Koptisk-ortodoxa kyrkan är den orientaliska ortodoxa kristna kyrkan i Egypten. Koptiskan används traditionellt som kyrkospråk. Medlemmarna kallas kopter. Enligt traditionen är kyrkan bildad av evangelisten Markus omkring 42 e.Kr. Kyrkan leds av påven och patriarken av Alexandria, sedan 2012 Tawadros II av Alexandria (Theodor II), som ersatte den sedan 1971 sittande Shenouda III vid dennes död 2012. Mer än 95 % av de kristna i Egypten tillhör denna kyrka.

## Historia
Egypten var det land som Heliga familjen flydde till från Judeen, om vilket Matteusevangeliet 2 kap. berättar. Den egyptiska kyrkan som idag är mer än nittonhundra år, är enligt koptiska kyrkans tolkning förutspådd i Jesaja i Gamla testamentet. De första kristna i Egypten var judar i Alexandria, som Theofilos till vilken evangelisten Lukas riktar sig i inledningen till sitt evangelium. När kyrkan grundades av Markus under kejsar Neros regentstid omvändes ett stort antal egyptier till den kristna läran. Från Alexandria spred sig tron i Egypten, och man har i Egypten funnit fragment av Johannesevangeliet på grekiska från 100-talet (Rylands P52) samt andra kristna texter.

### Kateketskolan i Alexandria
Kateketskolan i Alexandria är den äldsta kateketskolan i världen. Den grundades i slutet av 100-talet av den lärde Pantainos, och den blev en viktig institution för religiös undervisning vid vilken Athenagoras, Klemens av Alexandria, Didymos den blinde, och Origenes undervisade. Origenes anses vara teologins fader och var verksam med jämförande bibelstudier och bibelkommentarer. Origenes skrev mer än 6000 bibelkommentarer utöver sin berömda Hexapla, det första exegetiska verket som är vetenskapligt. Vid skolan gavs även undervisning i matematik, naturvetenskap och humaniora.
Skolan återinvigdes 1893 med namnet The Theological college of the catechetical school of Alexandria. Den nya skolan är förlagd till Alexandria, Kairo, New Jersey, och Los Angeles, där koptiska prästkandidater och andra kvalificerade män och kvinnor undervisas i kristen teologi, historia, koptiska, och konst, inbegripet ikonografi, liturgisk sång, musik och tapetvävning.

### Konciliet i Nicea
Under 300-talet började Arius, en präst från Libyen, en teologisk dispyt om Kristus natur, som spred sig över den kristna världen. 325 kallade kejsar Konstantin I till koncilium i Nicea för att lösa tvisten som uppstått, vilket ledde till en formulering av den kristna tron som kallas den nicenska trosbekännelsen. Trosbekännelsen är författad av påven och patriarken Athanasius av Alexandria.
Vid första konciliet i Konstantinopel 381 gjorde Timotheus I av Alexandria ett tillägg till trosbekännelsen.

### Konciliet i Efesos
Vid det av kejsar Theodosius II sammankallade kyrkomötet i Efesos 431 fastställdes (gentemot Nestorius) att Jungfru Maria får kallas Theotokos, "Guds moder", vilket innebar den alexandrinska teologins seger över den antiokenska. År 449 hölls ytterligare ett kyrkomöte i Efesos.  Också denna gång hade den alexandrinska teologin övertaget, men mötet vann inte allmänt erkännande, och påven Leo I kallade det en "rövarsynod". Dess beslut undanröjdes genom kyrkomötet i Chalkedon 451, varvid (Österns apostoliska kyrka urskildes (monofysiter). Om det är beslutet om Theotokos som gett upphov till traditionen att jungfru Maria skall ha bott i Efesos i slutet av sitt liv, eller om traditionen bidrog till beslutet att förlägga mötet till Efesos är inte klarlagt.

### Konciliet i Chalkedon
Konciliet i Chalkedon samlades 451 för att behandla hur den kristna majoritetsriktningen skulle förhålla sig till Eutychianismen, en extrem omtolkning av den teologi (om Jesu gudomlighet och mänsklighet) som hade accepterats vid Konciliet i Efesus tjugo år tidigare. Chalkedonbeslutet innebar att eutychianismen avvisades, men många kristna, som i och för sig inte höll med Eutyches, uppfattade Chalkedonmötets definition som stridande mot det tidigare antagna beslutet från Efesos. I Egypten orsakade beslutet några turbulenta decennier med täta byten av patriarker med motsatta läroinriktningar och, med tiden, en splittring av det gamla Alexandria-patriarkatet. Sedan år 536 finns det två kyrkor i Alexandria, med var sin patriark, som båda gör anspråk på att deras kyrka grundats av aposteln Markus; den andra kyrkan är Alexandrias kyrka som tillhör de östligt ortodoxa samfunden.

### Arabernas erövrande av Egypten
Araberna erövrade Egypten 641. Under tiden då Koptiska kyrkan stått under Bysantinska riket hade den lidit; egyptier hade torterats och dödats för att de ansågs vara heretiker. När araberna attackerade dem under befälhavaren Amr ibn al-As kämpade imperiets armé, men folket som förföljts var inte ovänliga mot sina nya härskare. De fick ställning som dhimmi ("skyddsfolk") och kallades Bokens folk, och de tilläts utöva sin religion under skydd av sharia.
Trots de politiska omvälvningarna förblev Egypten ett huvudsakligen kristet land, men långsamt skedde en konvertering till islam. Vid slutet av 1100-talet var landet i stort sett muslimskt, med en kristen minoritet. Detta skedde efter kalifen Al-Hakim bi-Amr Allahs förföljelser, och efter att arabiska blev tillåtet som liturgiskt språk av påven och patriarken Gabriel ibn-Turaik.
Kopternas villkor förbättrades under 1800-talets stabila förhållanden. Den koptiska församlingen upphörde vara en administrativ enhet och 1855 försvann Jizya-skatten, som varit den primära källan till kopternas underlägsenhet. Strax därefter började de att tjäna i den egyptiska armén. 1919 års revolution i Egypten är ett vittnesbörd om landets homogenitet med muslimsk och kristen befolkning.

## Religionsutövning
Den koptisk ortodoxa kyrkans liturgi är en av de äldsta inom kristendomen, och dess tradition är fundamental då den anses ha kommit från Gud med de tio budorden. Det liturgiska språket är koptiska, medan arabiskan blivit vardagsspråket, men till deras liturgiska böcker finns översättningar till andra språk, och ibland används arabiska i gudstjänsten.
Koptiska, som var ett folkspråk under den tid då kristendomen nådde Egypten, förekom i flera dialekter. Den koptiska dialekt som används i Koptisk-ortodoxa kyrkan är bohairiska, som även var den dialekt som en av de äldsta koptiska handskrifterna var översatt till.

### Skrifter
Vid sidan av Bibeln används två liturgiska böcker: den koptiska liturgin och doxologins bok. Dessutom finns en bönebok, Agpeya, vari de böner finns som de kristna ber sju gånger om dagen, och påminner om den lutherska tidegärden.

### Liturgi
Det förekommer flera liturgier i den koptiskt ortodoxa kyrkan. Markusliturgin är mest känd, härrör från 200-talet, är uppkallad efter den evangelist som är kyrkans grundare, men utträngdes fr.o.m. 1200-talet av den mycket likartade Kyrillos-liturgin och av den alexandrinska Basileiosliturgin (som är släkt med, men inte identisk med, den bysantinska Basileiosliturgin). Ibland förekommer även Gregorios av Nazianzos-liturgin.
Gudstjänsten firas på söndagar, och inför denna måste de troende rena sig till det yttre och det inre. Mässan leds av en manlig präst, och han biträds av diakoner. Under mässan ägnas jungfru Maria och helgonen kultisk vördnad. Under mässan sjungs hymner a cappella. Liksom inom de östligt ortodoxa kyrkorna är rökelsen ett viktigt inslag, men dess betydelse finns det olika förklaringar om. Liksom i lutherska kyrkan ber man Herrens bön, samt läser evangelier  och nicenska trosbekännelsen. Till nattvarden används syrat bröd som bakas i en särskild ugn som kallas Betlehem. Efter nattvarden lovprisar församlingen Gud. Mässan avslutas med att prästen välsignar församlingens medlemmar med välsignat vatten.

## Dagens koptiska kyrka
Den koptiska kyrkan stod inför valet av en ny påve och patriark av Alexandria, efter den bortgångne Shenouda III. Den senaste grekisk-ortodoxa patriarken av Alexandria är Theodoros II av Alexandria. Det finns en liten koptisk katolsk kyrka som leds av patriarken av Alexandria. Därtill tillkommer andra kristna minoriteter i landet. Kopters välfärd och utveckling hämmas, som resten av den egyptiska befolkningen, av den repressiva statsutövningen som bedrivs av den egyptiska regimen.
Det finns omkring 15 miljoner koptisk-ortodoxa kristna i världen, varav de flesta bor i Egypten. 1959 tillsatte Patriark St. Cyril VI av Alexandria en egen Patriark till Etiopien och den Etiopisk-ortodoxa kyrkan blev självständig från det Koptiska Patriarkatet i Alexandria. Under det kaotiska 90-talet när Eritrea separerade sig själva från Etiopien, gav den Koptiska Patriarken Shenouda III Eritrea sin egen Patriark.
Sedan 1980-talet har man upptagit samtal med de chalkedonensiska kyrkorna, och de har kommit fram till att grupperna använt olika terminologi för att beskriva samma sak. Sommaren 2001 kom Koptiska kyrkan överens med den grekisk-ortodoxa patriarken av Alexandria att ömsesidigt erkänna den andres dop och övriga sakrament.
I Koptiska kyrkan kan endast män prästvigas, och om de vill gifta sig måste detta ske före prästvigningen. I detta avseende liknar Koptiska kyrkan den östortodoxa.
Kyrkan präglas av den alexandrinska teologin med dess starka betoning av Kristi gudomlighet.
Koptiska kyrkan firar jul 7 januari, vilken sedan 2001 är allmän helgdag i Egypten.

### Koptisk-ortodoxa kyrkan i Sverige
Huvudartikel:Koptisk-ortodoxa kyrkan i Sverige
Koptisk-ortodoxa kyrkan i Sverige bildades i början av 1980-talet och ligger sedan 2009 under en biskop för de nordiska länderna med säte i Södertälje. Det finns omkring 2.000 kopter i Sverige och tre församlingar med kyrkor: i Stockholm, Göteborg och Malmö

### Koptisk ortodoxa kyrkor i Sverige
- Jungfru Maria och Sankt Paulus kyrka, Stockholm.
- Sankt Minas kyrka, Södertälje.
- Sankt Guirguis kyrka, Göteborg.
- Sankt Demjanas kyrka, Malmö.
- Sankt Antonios och Sankt Kirellos Kyrka, Norrköping
- Sankt Anba Mose koptisk-ortodoxa kyrka